# Peucedanum morisonii
Peucedanum morisonii là một loài thực vật có hoa trong họ Hoa tán. Loài này được Besser miêu tả khoa học đầu tiên năm 1820.